# Mont-Blanc (navire)
 (mai 2012).
Si vous disposez d'ouvrages ou d'articles de référence ou si vous connaissez des sites web de qualité traitant du thème abordé ici, merci de compléter l'article en donnant les références utiles à sa vérifiabilité et en les liant à la section « Notes et références ».
Pour les articles homonymes, voir Mont Blanc (homonymie).
Le Mont-Blanc ex-Pyrrhus, ex-Trente-et-un-mai, ex-Républicain était un navire de ligne de 74 canons de la classe Téméraire  (sous-classe Duquesne) de la marine française qui autant que ces changements de noms rapides a connu les heures de gloires et de tragédie de la marine française de la Royauté à l'Empire, avant de finir sa carrière dans la Royal Navy après la campagne et la bataille de Trafalgar.

## Carrière
Construit à Rochefort, sous le nom de Pyrrhus en 1791 il est rebaptisé Mont-Blanc en 1793, avant de changer à nouveau de nom en 1794, pour devenir le Trente-et-un Mai. C'est sous ce nom qu'il participe à la troisième bataille d'Ouessant en juin 1794. En 1795, il est renommé encore, le Républicain avant de redevenir le Mont-Blanc en 1796. 
Présent dans l’escadre française au combat de prairial (28 mai et 1er juin 1794), il est commandé par le capitaine de vaisseau Thévenard. Il quitte l’escadre le 31 mai et rentre au port de Toulon.
En 1805, commandé par le capitaine de vaisseau Guillaume Jean Noël Lavillegris, il fait partie de l'escadre de l'amiral Villeneuve qui quitte Toulon pour les Antilles en y attirant Nelson tout en lui échappant. Dans l'état-major, on trouve le jeune aspirant de 2e classe, Joseph-Toussaint Bernard, tout juste 18 ans, qui sera plus tard commandant du Superbe et bien plus tard nommé Chevalier de la Légion d'Honneur, après des états de service rocambolesques
Lors de la bataille de Trafalgar, le vaisseau se retrouve à l'avant-garde de la flotte franco-espagnole. Cette avant-garde était sous les ordres du vice-amiral Pierre Dumanoir le Pelley le 21 octobre 1805 et se composait aussi du  Formidable, du Scipion, du Duguay-Trouin, de L'Intrépide et du Neptuno espagnol. L'attaque de Nelson en se portant sur le centre et l'arrière-garde de la ligne de bataille franco-espagnole laisse ces navires en dehors de la confrontation principale. Dumanoir n'exécute pas immédiatement les ordres de Villeneuve d'entrer dans la bataille, et, à l'exception de l’Intrépide et du Neptuno qui iront se jeter, à leur perte, au cœur de la canonnade pour tenter de secourir le Bucentaure de Villeneuve,  les quatre autres vaisseaux croiseront à petite distance et s'en sortiront matériellement quasiment intacts, avant de mettre le cap sur la Manche, sans doute moralement très éprouvés. 

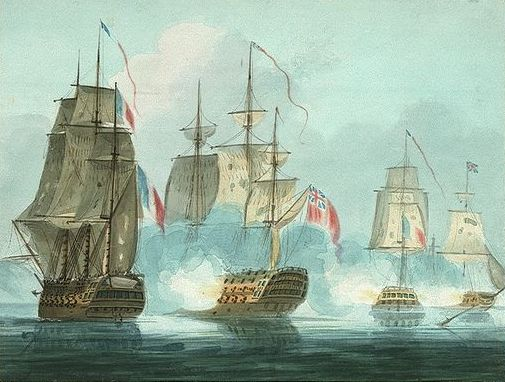
Le engageant Le Mont-Blanc à la bataille du cap Ortegal, 3 novembre 1805.

Mais, alors qu'ils s'apprêtaient à entrer dans le golfe de Gascogne, ces fuyards sont interceptés et défaits au large du cap Ortegal, le 3 novembre 1805, par le commodore britannique Sir Richard Strachan, et son escadre composée des quatre vaisseaux (HMS Caesar, HMS Hero, HMS Courageux, HMS Namur) et de quatre frégates. Tous les vaisseaux français sont capturés.
Le Mont-Blanc réarmé par la Royal Navy est rebaptisé HMS Mont Blanc. À partir de 1811, il sert de réservoir de poudre à canon avant d'être vendu pour démolition en 1819.

### Sources et bibliographie
- Joannès Tramond, Manuel d’histoire maritime de la France, Paris, 1916. http://volontaires.99k.org/vaisseauxdeligne/index.html.